# Theridion nigropunctulatum
Theridion nigropunctulatum là một loài nhện trong họ Theridiidae.
Loài này thuộc chi Theridion. Theridion nigropunctulatum được Tord Tamerlan Teodor Thorell miêu tả năm 1898.